# Kafra (Hama)
Kafra (arab. ‏كفراع‎) – miejscowość w Syrii, w muhafazie Hama. W 2004 roku liczyła 2621 mieszkańców.